# Sibara
Sibara é um género botânico pertencente à família Brassicaceae.